# دنت (اوهایو)
دنت (به انگلیسی: Dent) یک منطقهٔ مسکونی در ایالات متحده آمریکا است که در شهرستان همیلتون، اوهایو واقع شده‌است. دنت ۱۵٫۴ کیلومتر مربع مساحت و ۱۰٬۴۹۷ نفر جمعیت دارد و ۲۵۷ متر بالاتر از سطح دریا واقع شده‌است.